# Manuela Stehr
Manuela Stehr (* 10. März 1957 in Berlin) ist eine deutsche Filmproduzentin.

## Leben
Manuela Stehr studierte Jura mit dem Schwerpunkt Medienrecht in Berlin und war nach ihrem zweiten Staatsexamen 1983 zunächst als Filmproduzentin tätig. 1985 gründete Manuela Stehr die Fuzzy Filmproduktion in Berlin.
1986 produzierte sie den Spielfilm von Diethard Küster Va Banque und unter anderen im Jahr 1990 den Spielfilm The Being from Earth (Das Wesen der Erde) von David Vostell. 1992 wurde sie Leiterin der Produktionsförderung der Filmstiftung Nordrhein-Westfalen und war dort ab 1997 auch als Prokuristin und Stellvertreterin des Geschäftsführers tätig.
Im Jahre 2000 stieg sie als Geschäftsführerin in die Produktionsfirma X-Filme Creative Pool ein, gründete die X Verleih AG und wurde Vorstandsmitglied der X Verleih AG. Seitdem produziert sie verschiedene Filme, so Heaven, Alles auf Zucker! oder Der Rote Kakadu. Von März 2012 bis 2015 war Stehr Präsidentin der Spitzenorganisation der Filmwirtschaft. Bis 2019 war sie im geschäftsführenden Vorstand des Verbandes der Filmverleiher tätig. Sie ist Mitglied im Verwaltungsrat der Filmförderungsanstalt und im Präsidium der Spitzenorganisation der Filmwirtschaft.
Am 24. Mai 2019 gab der Aufsichtsrat des X Verleihs bekannt, dass Stehr und ihre Vorstandskollegen Andreas Dobers und Stefan Arndt ihre Mandate niedergelegt und das Unternehmen zum 30. April 2019 verlassen haben.

## Privates
Manuela Stehr ist mit dem Filmproduzenten Stefan Arndt, dem geschäftsführenden Gesellschafter der X-Filme, verheiratet.

## Filmografie (Auswahl)
- 1986: Va Banque
- 1987: Man kann ja nie wissen
- 1988: Das andere Ende der Welt
- 1990: The Being from Earth (Das Wesen der Erde)
- 1991: Geschichten aus einer anderen Welt
- 2001: Heidi M.
- 2001: Herz
- 2001: Heaven
- 2002: Väter
- 2003: Good Bye, Lenin!
- 2003: Vier Freunde und vier Pfoten
- 2003: Was nützt die Liebe in Gedanken
- 2004: Alles auf Zucker!
- 2005: Küss mich, Hexe!
- 2006: Der Rote Kakadu
- 2007: Der Mongole (Mongol)
- 2007: Meine schöne Bescherung
- 2008: Märzmelodie
- 2010: Tatort – Die Unmöglichkeit, sich den Tod vorzustellen